# 岸本早未
岸本早未（1987年6月25日—），前日本女歌手。於京都府京都市出生、大阪府大阪市居住。前所屬唱片公司是GIZA Studio。
10歲的時候，受到姐姐的影響而去學習舞蹈。在2002年10月，岸本早未在參加"Giza studio presents DIG STAR audition"後與Giza簽約。在2003年6月25日生日當日正式出道(當時是16歲)，並發佈了第一首單曲"迷Q!?-迷宮-MAKE★YOU-"。最新發佈的單曲是"See you Darling"，於2007年2月28日發佈。
她的單曲曾被使用在一些動畫中。"迷Q!?-迷宮-MAKE★YOU-"就作為片頭曲用於TBS的侦探学園Q中。"みえないストーリ"和"風に向かい歩くように"就分別作為同劇的第三和第四片尾曲。
北原愛子是她的好友，經常在節目Thursday Live中上鏡。另外，她的服裝亦受到安室奈美惠的影響。
活動休止後目前從事流行服飾等相關工作。

## 作品

### 單曲
| 次序 | 發售日期   | 標題                  | 公信榜 最高排名 | 銷量   |
| 1    | 2003/06/25 | 迷Q!?-迷宮-MAKE★YOU-  | 15              | 21,000 |
| 2    | 2003/08/06 | 愛する君が傍にいれば) | 37              | 8,230  |
| 3    | 2003/11/19 | みえないストーリー    | 59              | 4,617  |
| 4    | 2004/02/11 | 風に向かい歩くように  | 50              | 3,945  |
| 5    | 2004/06/23 | 素敵な夢みようね      | 47              | 3,572  |
| 6    | 2004/10/06 | Dessert Days          | 36              | 4,368  |
| 7    | 2004/11/03 | ユメリアル            | 49              | 4,008  |
| 8    | 2005/07/13 | JUMP!NG↑GO☆LET'S GO⇒  | 47              | 2,999  |
| 9    | 2006/07/19 | PEACH:LIME//SHAKE     | 64              | -      |
| 10   | 2006/10/18 | Go! My Heaven         | 50              | -      |
| 11   | 2007/02/28 | See you Darling       | 84              | -      |

### 專輯
| 發售日期   | 標題  | 公信榜 最高排名 |
| 2003/09/10 | 迷宮  | 16              |
| 2004/11/24 | JUICY | 35              |

### 迷你專輯
| 發售日期   | 標題       | 公信榜 最高排名 |
| 2006/09/20 | LOVE DROPS | 47              |

## 外部連結
- （页面存档备份，存于） 岸本早未官方網站
- 岸本早未官方網誌 （页面存档备份，存于）